# Каштаньейра (Гуарда)
Каштаньейра (порт. Castanheira) — район (фрегезия) в Португалии, входит в округ Гуарда. Является составной частью муниципалитета Гуарда. По старому административному делению входил в провинцию Бейра-Алта. Входит в экономико-статистический субрегион Бейра-Интериор-Норте, который входит в Центральный регион. Население составляет 425 человек на 2001 год. Занимает площадь 23,75 км².
Покровителем района считается Дева Мария (порт. Nossa Senhora da Graça).